# 2020년 상무 피닉스 야구단 시즌
2020년 상무 피닉스 야구단 시즌은 상무 야구단이 KBO 퓨처스리그에 참가한 20번째 시즌이다. 박치왕 감독이 팀을 이끌었다. 팀은 남부리그 6팀 중 1위에 올라 9년 연속으로 리그 우승을 차지했으며, 전체 11팀 중 승률 2위를 기록했다.

## 타이틀
- 평균자책점: 엄상백 (1.68)
- 다승: 엄상백 (10)
- 홀드: 이우석 (11)
- 승률: 엄상백 (0.714)
- 이닝: 엄상백 (107.1)
- 탈삼진: 엄상백 (102)
- 최소 피홈런: 정성종 (0)
- 최소 사구 허용: 정성종 (0)
- 볼넷: 송성문 (44)
- 남부리그 최소 자책점: 엄상백 (20)
- 남부리그 2루타: 송성문 (18)

## 선수단
- 선발투수: 엄상백, 김태오, 정성종, 최하늘, 조성훈, 박윤철
- 구원투수: 김승현, 이우석, 장지수, 정성곤, 강이준, 박신지, 김정우, 김재균, 전사민
- 마무리투수: 강정현
- 포수: 안중열, 전경원, 고성민
- 내야수: 송성문, 서호철, 류승현, 안상현, 오영수, 변우혁, 공민규
- 외야수: 김태근, 예진원, 김규남, 윤정빈

## 같이 보기
- 2021년 상무 피닉스 야구단 시즌